# Édouard-Auguste Simon
Pour les articles homonymes, voir Édouard Simon et Simon.
Ne doit pas être confondu avec Édouard-Étienne-Auguste Simon dit Édouard Lockroy
Édouard Simon (1825-1902) est un homme politique belge, membre de la Chambre des représentants. 

## Biographie
Après des études de droit à l'université de Liège, Édouard-Auguste Simon prend la succession de son père à la tête d'une étude notariale en 1855. 
Il devient bourgmestre de la commune de Péruwelz en 1862 et le reste jusqu'à sa mort en 1902, participant à la modernisation de la ville.
Il est élu au conseil provincial du Hainaut en 1872, où il est une figure du Parti libéral. Dix ans plus tard, il est élu député de l'arrondissement de Tournai à la Chambre des représentants.

## Hommages et distinctions
Édouard Simon est fait officier de l'ordre de Léopold en 1879.
Le parc Édouard-Simon à Péruwelz est nommé en son honneur.